# SN 1996V
SN 1996V – supernowa typu Ia odkryta 28 marca 1996 roku w galaktyce NGC 3644. W momencie odkrycia miała maksymalną jasność 16,50m.